# 부산관광공사
부산관광공사(Busan Tourism Organization,釜山觀光公社)는 관광을 통한 지역 경제 발전과 관광 산업 육성 및 시민 복리 증진에 이바지함을 목적으로 2012년 11월 15일 지방 공기업법과 부산관광공사 설치 조례에 의거 설립된 지방 공기업이다. 2012년 12월 1일 부산관광컨벤션뷰로가, 2013년 1월 1일 부산유스호스텔 아르피나와 부산시티투어버스가 통합되었다.

## 개요
- 본사: 부산광역시 부산진구 자유평화로 11(누리엔빌딩) 14층
- 조직: 1본부 2실 9팀 (1TF)
- 인원: 125명(2021.03.01 기준)
- 주무부처: 부산광역시
- 캐치프레이즈: "Platform BTO"

## 조직
- 사장
- 이사회
- 비상임감사
- 상임이사
- MICE실
- 경영기획팀
- 관광사업팀
- 관광마케팅단

## 경영 방침

#### 추진 방향
- 국내외 관광객 유치 마케팅 강화
- 의료 관광, 크루즈 관광 상품 발굴·육성
- MICE하기 좋은 도시 여건 마련
- 합병 조직 분석과 평가를 통한 경영 정상화 방안 마련
- 부산시, 관광 협회, 한국관광공사 등 관광 유관기관 협력 강화
- "부산·울산·경남 방문의 해" 적극 참여 및 활용
- 관광 산업 성장과 지역 사회 발전에 기여하는 일류 공기업 성장

#### 주요 과제
- 공사의 조직 안정화를 통한 내실 경영 실현
- 경영 수익 사업 발굴·개발 통한 수익성 강화
- 해외 관광객 유치 마케팅 적극 전개
- MICE산업 육성 기반 마련

## 주요 사업
- 국내외 관광객 유치 마케팅
- 의료·크루즈·해양 관광 마케팅 강화
- 국내외 관광 홍보 마케팅
- 온라인 관광 홍보 마케팅
- 국제 관광기구, 부산시 해외 네트워크 활용 마케팅
- 리더 그룹 운영 및 국내 관광 인력 양성
- "2013 부·울·경 방문의 해" 사업
- 문화관광해설사 활동 지원
- 관광컨벤션 전문 인력 양성
- MICE 유치 마케팅
- MICE 유치·개최 지원
- 지역 특화 브랜드 MICE 육성
- MICE 인재 육성 및 산학 협력 강화
- 부산유스호스텔 아르피나 운영 사업
- 부산시티투어버스 운영 사업
- 컨벤션 로드 및 컨벤션 광장 조성 용역
- 낙동강 하천 문화 탐방선 건조
- 용호만 유람선 터미널 운영
- 해상 케이블카 사업 추진

## 연혁
- 2012년 5월 1일 부산관광공사 설립 준비단 설치 운영(12.5.1 ~ 10.31)
- 2012년 8월 8일 부산관광공사 설치 조례 의결 및 공포
- 2012년 8월 8일 부산관광공사 정관 및 제규정 제정
- 2012년 11월 15일 법인 설립 등기, 제1대 엄경섭 사장 취임
- 2012년 12월 1일 부산관광컨벤션뷰로 통합
- 2013년 1월 1일 부산유스호스텔 아르피나, 시티투어부산 통합
- 2014년 3월 13일 제2대 김수병 사장 취임
- 2014. 05. 28 조직 개편–1본부 2실 4팀 1사업단
- 2014. 12. 31 제2대 김수병 사장 사임
- 2015. 01. 28 김광회 문화관광국장 사장 직무대행 겸직
- 2015. 05. 13 신용삼 상임이사 사장 직무대행
- 2015. 11. 02 제3대 심정보 사장 취임

## 같이 보기
- 부산시티투어버스